# Ceratocanthus quadristriatus
Ceratocanthus quadristriatus là một loài bọ cánh cứng trong họ Hybosoridae. Loài này được Paulian & Vaz de Mello miêu tả khoa học năm 1998.